# 飞瀑草
飞瀑草（学名：Cladopus nymanii）为川苔草科飞瀑草属下的一个种。